# Marijke Bakker
Maria Magdalena Ludwina (Marijke) Bakker (Maastricht, 17 augustus 1932) is een voormalig Nederlands actrice.

## Loopbaan
Bakker werd opgeleid aan de Toneelschool te Maastricht (1950–1954) met een stagejaar bij Toneelgroep 'Theater'.
Tijdens en na haar studie werkte ze bij verschillende toneelgezelschappen.
Zij werd vooral bekend door haar rol als Mammaloe in de kinderserie Pipo de Clown, een rol die ze tien jaar lang speelde als opvolger van de zwangere eerste Mammaloe (Christel Adelaar). De VARA probeerde het, zonder succes, nog één seizoen met een derde Mammaloe (Janine van Wely), zodat ze weer teruggevraagd werd om de rol van Mammaloe te spelen. Later speelde ze ook de rol van Freule Nicolien in de tv-serie Swiebertje en was zij te zien in andere televisie optredens.
Na haar acteercarrière werkte Bakker enkele jaren in de ouderenzorg, gevolgd door vrijwilligerswerk in de Natuur- en milieueducatie zowel in Amsterdam als in Drenthe na haar verhuizing. Daarnaast ging zij zich bezighouden met gespreksgroepen naar aanleiding van de Nieuwe Openbaringen van Jakob Lorber.

## Als actrice (selectie)

### Toneel
- Bij Speelgroep 'Limburg' 1951-1952[3]

- Je kunt het toch niet meenemen
- Een Midzomernachtdroom
- Driekoningenavond
- Barbara. Legende in vier bedrijven
- Hoorspel Kerstmis 1952
- Bij Toneelgroep 'Theater' 1953 -1958, die ook theater voor de televisie speelde[9]
- Bij Zuidelijk Toneel 'Ensemble' 1958-1960, dat ook theater voor de televisie speelde[10][11][12]

- Melinda
- Die zomer aan zee
- De getemde feeks
- Zingend in de wildernis
- Nederlandse Comedie 1963

- De vrouwen van Troja

### Televisie
- In het televisiestuk 'Paradijsvogels' KRO, 11 juli 1955 (door toneelgroep Theater)[18][19]
- In het televisiestuk 'Jane Eyre', NCRV, 22 januari 1958 (door toneelgroep Theater)[20][21]
- in het televisiestuk 'Het kind der tienduizenden' VARA, 25 maart 1959[22][23]
- in het televisiestuk 'Zijt Wellekome' KRO, 3 december 1959[24][25]
- In het televisiestuk 'De Erfgename', NCRV, 17 december 1959[26]
- In het televisiestuk 'Zo maar een dagje in de lente', VARA, 18 februari 1960
- In het televisiestuk 'Arsenicum en Oude kant', AVRO, 30 maart 1960[27]
- In het televisiestuk 'Geween in de nacht: John Ferguson', NCRV, 10 juli 1960[28]
- In het televisiestuk 'Niets dan de waarheid' NCRV, 10 januari 1963
- In het televisiestuk 'De Donor', NCRV, 17 juli 1963
- In de televisieserie 'De Duivelsgrot', AVRO, 1963-1964, 8 afleveringen
- In het televisiestuk 'Recht en Vrijheid, aflev. 10 jaar statuur. KRO, 15 december 1964
- In het televisiestuk 'Glück in Frankreich', WDR, 1965
- In de televisieserie 'Victoria Regina', NCRV, 23 oktober 1966 4 aflev.
- In de televisieserie 'Memorandum van een dokter', aflevering 12: Dertien in een dozijn; NCRV, 19 december 1966
- 'Dag Vogels, Dag Bloemen, Dag Kinderen', NTS, 1 oktober 1966- 26 mei 1968, 480 afleveringen[29]
- In de televisieserie Vrouwtje Bezemsteel, AVRO, 1966 2 aflev.
- In het televisiestuk 'Starstraler', AVRO, 21 mei 1966
- In de televisieserie Stiefbeen en zoon 'Wat is hier op uw antwoord?', NCRV, 1966
- In het televisiestuk 'Het spel van de rollen', VARA, 2 februari 1967
- In de televisieserie Swiebertje: 'Met Swiep op avontuur', NCRV, 3 januari 1970
- 'Pipo op Marobia', VARA 1974, 12 aflev.
- In de televisieserie Swiebertje: 'Zwerven met Swiebertje', NCRV, 1974-1975, 4 aflev.
- 'Pipo en de piraten van toen', VARA, 1975, 5 aflev.
- 'Pipo en het grachtengeheim', VARA, 1975, 4 aflev. (HH 1988)[30]
- 'Pipo en de lachplaneet', VARA, 1976, 4 aflev. (HH 1988)
- 'Pipo en de Noorderzon', VARA, 1978, 7 aflev. (HH 1988)
- 'Pipo in West-Best', VARA, 1980, 8 aflev.
- '12 steden, 13 ongelukken: Want de lucht is ook blauw (Apeldoorn)', VARA, oktober 1991

### Hoorspel, film en interviews
- 'Kijk naar je eige' presentatie Jeanne van Munster met Rob de Nijs, Snuf en Mammalou. VARA 2-6-1973
- 'Kijk naar je eige' presentatie Jeanne van Munster met Mies Bouwman, Pipo en Mammalou, Elly en Rikkert Zuidervelt en de directeur van circus Sarrasani. VARA, 30-6-1973
- Hoorspel Tien jaar na dato, TROS, 25-9-1974
- 'Pipo en de piraten van toen' werd uitgebracht op 26 juni 1975 als bioscoopfilm en opnieuw op 25 juli 1994.
- Achter het Nieuws met medewerking aan de reportage over het overlijden van Pipo. VARA 16-3-1991.
- 'De Avonden radiopresentatie van Anton de Goede: 20.00 uur 'Het gesproken uitzicht van Marijke Bakker uit Zuidwolde'. VPRO, 11 mei 2006.
- 'Theater van het sentiment' radiopresentatie Stefan Stasse interview met Mammalou over het toenmalig uitkomen van de serie 'Pipo en de Noorderzon' in 1978. KRO, 14 april 2010.

## Trivia
- Na het volgen van Russische les bij Jozina van het Reve aan de Volksuniversiteit te Amsterdam en daarna een studie Russisch bij Karel van het Reve aan de Universiteit van Amsterdam, speelde ze een leerling Russisch in de Teleac uitzendingen Russisch (1967-1968), gegeven door het echtpaar Van het Reve.[31][32]

## Privé
Op 18 maart 1959 trouwde ze met acteur Bob Goedhart (1921–1997); samen kregen ze een zoon en een dochter.